# 麻紙
麻纸，用麻纤维制造的纸。
麻纸以麻类植物和乱线头、破布片等破旧麻料作为主要原料制成，大麻、苎麻均可采用，但很少使用生麻。麻纸是最早出现的植物纤维纸。出土发现中国发明的最早的纸，就是以麻为原料的西汉麻纸，并已用于书写。东汉蔡伦所制出的纸就是麻纸，其所用主要原料为破旧麻布、麻头、渔网等。麻纸是从汉代到宋代的主要用纸。其间从质量到数量，麻纸始终占第一位。扬州六合造的麻纸，被誉为“年岁之久，入水不濡”。麻纸的特点是其帘纹一般较皮纸和竹纸宽，纤维较粗，抚摸时有粗糙感，纸质坚韧，不易起毛，经久不坏，有粗细厚薄之分。颜色洁白的麻纸叫白麻纸，颜色较深的叫黄麻纸。唐代的麻纸，国家公文用白麻纸、写经用黄麻纸。唐代任命将相，用白麻纸写诏书，宣告于朝廷，称“宣麻”。宋代诏拜师相仍用此称。欧阳修《归田录》记载“正衙宣麻之际，上遣小黄门密于百官班中听其议论。”南宋以后麻纸渐衰。宋代以前的图书用纸主要是麻纸，到宋元时期,皮纸、竹纸的产量超过了麻纸，图书用纸中麻纸的比重逐渐降低，但直至清末，也一直没有停止使用。古代日本刻本使用麻纸较多。民间至今仍有麻纸生产，麻纸纤维长，韧性强，可用于书画练习。现代卷烟纸、钞票仍用麻作原料。